# Aísa
Aísa este o localitate în Spania în comunitatea Aragon în provincia Huesca. În 2009 avea 394 de locuitori.
1. ↑  Nomenclátor Geográfico de Municipios y Entidades de Población (20240402 edition)
2. ↑   https://datos.gob.es/es/catalogo/a02002834-nomenclator-ano-20147 Lipsește sau este vid: |title= (ajutor)